# Узынколь (район имени Габита Мусрепова)
Узынколь (каз. Ұзынкөл) — упразднённое село в районе имени Габита Мусрепова Северо-Казахстанской области Казахстана. Входило в состав Червонного сельского округа. Код КАТО — 596663500.

## Население
В 1999 году численность населения села составляла 291 человек (148 мужчин и 143 женщины). По данным переписи 2009 года, в селе проживало 155 человек (79 мужчин и 76 женщин).